# بچه‌های جاسوس
بچه‌های جاسوس (به انگلیسی: Spy Kids) فیلمی محصول سال ۲۰۰۱ آمریکا به کارگردانی رابرت رودریگز است. این فیلم اولین قسمت از سری فیلم‌های بچه‌های جاسوس است. در این فیلم بازیگرانی همچون آنتونیو باندراس، کارلا گوجینو، الکسا وگا، داریل سابارا، تری هچر، الن کومینگ، دنی ترخو، رابرت پاتریک، تونی شالهوب و چچ مارین ایفای نقش کرده‌اند. دنباله این فیلم هم در سال ۲۰۰۲ با نام بچه‌های جاسوس ۲: جزیره رویاهای از دست رفته ساخته شد.